# 楊達敬

楊達敬（英文：Gordon Yang，1981年11月10日－），台灣主持人／影評人／演員，2009年9月起從事主持工作至今，曾經擔任金馬獎星光大道、台北電影獎、金穗獎等大型頒獎典禮、各大影劇記者會及品牌活動主持人，同時也參與戲劇演出、廣告、配音及影評工作。

## 主持經歷
| 活動類型                 | 活動名稱                                                      |
| 頒獎典禮                 | 第51屆金馬獎、第52屆金馬獎頒獎典禮星光大道                    |
| 頒獎典禮                 | 第24屆台北電影節國際新導演競賽頒獎典禮                        |
| 頒獎典禮                 | 第18屆台北電影獎頒獎典禮                                      |
| 頒獎典禮                 | 第38-42屆金穗獎頒獎典禮                                       |
| 頒獎典禮                 | 金鐘獎公廣集團入圍典禮                                        |
| 頒獎典禮                 | 桃園電影節台灣獎頒獎典禮                                      |
| 頒獎典禮                 | 臺中國際動畫影展頒獎典禮                                      |
| 頒獎典禮                 | 高雄電影節國際短片競賽頒獎典禮                                |
| 頒獎典禮                 | 南方影展頒獎典禮                                              |
| 頒獎典禮                 | 感動久久全國校園短片徵選頒獎典禮                              |
| 頒獎典禮                 | 勞動金像獎頒獎典禮                                            |
| 頒獎典禮                 | 新北文化獎頒獎典禮                                            |
| 頒獎典禮                 | 新北紀錄片頒獎典禮                                            |
| 頒獎典禮                 | 台灣觀光節頒獎典禮                                            |
| 頒獎典禮                 | 內政部鳳凰獎消防義消楷模頒獎典禮                              |
| 頒獎典禮                 | 第57屆電視金鐘獎-【戲劇類】後台頒獎典禮                       |
| 電影                     | 《鬼才之道》影人見面會&隨片映後主持                           |
| 電影                     | 《青春18x2 通往有你的旅程》許光漢見面會                       |
| 電影                     | 《夏日檸檬草》影人見面會                                      |
| 電影                     | 《看不見聽不見也愛你》首映會、見面會（山下智久&新木優子出席） |
| 電影                     | 《當男人戀愛時》正式預告發佈會、電影主題MV發佈會、慶功記者會  |
| 電影                     | 《美國女孩》電影首映會                                        |
| 電影                     | 《臺灣三部曲》魏德聖第一階段集資計畫上線記者會                |
| 電影                     | 《無聲》電影首映會                                            |
| 電影                     | 《可不可以，你也剛好喜歡我》電影首映會                        |
| 電影                     | 《跟你老婆去旅行》預告發佈會、蕭敬騰粉絲見面會                |
| 電影                     | 《馗將：粽邪２》電影首映會                                    |
| 電影                     | 《拆彈專家 2》電影首映會                                      |
| 電影                     | 《比悲傷更悲傷的故事》上映記者會、電影慶功宴                  |
| 電影                     | 《灼人秘密》殺青慶功宴、預告發佈會                            |
| 電影                     | 《模犯生》破億慶功粉絲見面會4場                               |
| 電影                     | 《葉問3》破億慶功記者會                                       |
| 電影                     | 《深夜食堂電影版2》小田切讓來台記者會                         |
| 電影                     | 《我的少女時代》破億慶功宴                                    |
| 電影                     | 2020國片起飛一起拚22部電影聯合造勢記者會                      |
| 電視、影集、網劇、VR作品 | Netflix《模仿犯》全球上線記者會、紅毯首映會                   |
| 電視、影集、網劇、VR作品 | 鏡文學《八尺門的辯護人》開播記者會                            |
| 電視、影集、網劇、VR作品 | Netflix《華燈初上》第三部上線記者會                           |
| 電視、影集、網劇、VR作品 | HTC VIVE ORIGINALS《BEATDAY X華燈初上未來版》記者會           |
| 電視、影集、網劇、VR作品 | 公視、客家電視台《茶金》 VIP特映會、映後座談會                |
| 電視、影集、網劇、VR作品 | 東森《愛情發生在三天後》收視慶功記者會                        |
| 電視、影集、網劇、VR作品 | 中華電影MOD《我願意》首映會                                   |
| 電視、影集、網劇、VR作品 | 八大《親愛的亞當》揭幕儀式、線上座談會                        |
| 電視、影集、網劇、VR作品 | 《她們創業的那些鳥事》揭幕記者會                              |
| 電視、影集、網劇、VR作品 | TVBS《機智校園生活》記者會                                    |
| 電視、影集、網劇、VR作品 | 《36題愛上你》第一季開播記者會                                |
| 電視、影集、網劇、VR作品 | 《36題愛上你》第二季開播記者會                                |
| 電視、影集、網劇、VR作品 | 《36題愛上你》第三季開播記者會                                |
| 電視、影集、網劇、VR作品 | Netflix《誰是被害者》慶功宴                                   |
| 電視、影集、網劇、VR作品 | 八大《因為我喜歡你》系列宣傳活動                              |
| 電視、影集、網劇、VR作品 | 文策院沉浸式內容國際合資與合製補助記者會                      |
| 電視、影集、網劇、VR作品 | HTC、有機像素聯合獨家XR互動音樂作品－ 安溥《蘚的歌唱》發布會  |
| 電視、影集、網劇、VR作品 | 公視《我們與惡的距離》首映會                                  |
| 電視、影集、網劇、VR作品 | Netflix《黑鏡》上線記者會                                     |
| 電視、影集、網劇、VR作品 | 公視旗艦歷史劇《斯卡羅》製作發布記者會                        |
| 電視、影集、網劇、VR作品 | 公視《你的孩子不是你的孩子》記者會                            |
| 電視、影集、網劇、VR作品 | 中視、中天娛樂台《台灣X檔案》首映記者會                       |
| 電視、影集、網劇、VR作品 | 中視《開創者》卡司發布記者會                                  |
| 電視、影集、網劇、VR作品 | 公視《哈！真相大白了》開播記者會                              |
| 影展                     | 第78屆威尼斯影展台灣VR入圍 文策院記者會                       |
| 影展                     | 第70屆柏林影展《日子》行前記者會                              |
| 影展                     | 第72屆坎城影展《灼人秘密》行前記者會                          |
| 影展                     | 第23屆釜山影展行前記者會                                      |
| 影展                     | 第1-3屆平遙國際電影展每日首映紅毯主持                         |
| 影展                     | 金馬獎入圍酒會、紅毯之夜                                      |
| 影展                     | 台北電影獎入圍酒會暨國際新導演競賽頒獎典禮                    |
| 影展                     | 高雄電影節開幕典禮、原創VR作品記者會                          |
| 影展                     | 桃園電影節起跑記者會、開幕酒會                                |
| 影展                     | 兩岸電影展座談、開幕式記者會                                  |
| 影展                     | CNEX華人紀錄片提案大會開幕酒會                                |
| 影展                     | 臺中國際動畫影展起跑記者會、開幕記者會                        |
| 影展                     | 台北勞工影展開幕式、線上記者會                                |
| 影展                     | 香港國際影視展行前記者會                                      |
| 影展                     | 甄珍高雄影展開幕典禮、星光大道                                |
| 品牌活動、產品發表會     | LG電視新品上市記者會                                          |
| 品牌活動、產品發表會     | 艾力康科技燕窩新品發表記者會                                  |
| 品牌活動、產品發表會     | 燦坤會員特典活動記者會                                        |
| 品牌活動、產品發表會     | 燦坤Awesome新型態店揭幕記者會                                 |
| 品牌活動、產品發表會     | LnB信用市集投資記者會                                         |
| 品牌活動、產品發表會     | 天堂M新職業神聖劍士上市記者會                                 |
| 品牌活動、產品發表會     | 威秀影城Muvie Cinemas 開幕記者會                              |
| 品牌活動、產品發表會     | 月光雕刻師手遊上市記者會                                      |
| 品牌活動、產品發表會     | 裕隆日產風雲英雄頒獎典禮＋晚宴                                |
| 品牌活動、產品發表會     | 新光三越26周年慶活動                                          |
| 品牌活動、產品發表會     | 保時捷 2018 New Cayenne Launch Ceremony 記者會+VIP發表會      |
| 品牌活動、產品發表會     | Samsung三星星美好推動台灣影視音教育新變革                     |
| 品牌活動、產品發表會     | 台北國際車展Volkswagen記者會                                  |
| 大型活動、其他活動       | 大甲媽祖國際觀光文化節 媽祖之光大型電視晚會                   |
| 大型活動、其他活動       | 新北感恩交響之夜音樂會                                        |
| 大型活動、其他活動       | 妮芙露33週年慶典暨表揚大會                                    |
| 大型活動、其他活動       | 愛奇藝春酒晚會                                                |
| 大型活動、其他活動       | 精英電腦ESC30尾牙晚會                                         |
| 大型活動、其他活動       | 文策院TCCF創意內容大會記者會                                  |
| 大型活動、其他活動       | 台中城市觀光宣傳記者會                                        |
| 大型活動、其他活動       | 華碩文教基金會10周年拾愛共好音樂會                            |
| 大型活動、其他活動       | 新北歡樂耶誕城起跑記者會                                      |
| 大型活動、其他活動       | 世界音樂在A8－聽見愛爾蘭特展開幕記者會                        |
| 大型活動、其他活動       | 愛音斯坦FM台灣站開台                                          |
| 大型活動、其他活動       | 國家兩廳院藝術出走《菲林的映畫光年》記者會                    |
| 大型活動、其他活動       | 世界海洋日海洋歡樂嘉年華                                      |

## 演出經歷
| 演出類型 | 節目名稱                                         |
| 戲劇     | 電影《鬼才之道》                                 |
| 戲劇     | 電影《第九分局》                                 |
| 戲劇     | 電影《比悲傷更悲傷的故事》                       |
| 戲劇     | 電影《52赫茲我愛你》                             |
| 戲劇     | 電影《帶我去月球》                               |
| 戲劇     | 電影《痞子英雄首部曲：全面開戰》                 |
| 戲劇     | 電影《他馬克老闆》                               |
| 戲劇     | 電影《白米炸彈客》                               |
| 戲劇     | 電影《銷售奇姬》                                 |
| 戲劇     | 電視劇《影后》                                   |
| 戲劇     | 電視劇《預支未來》                               |
| 戲劇     | 電視劇《戒指流浪記》                             |
| 戲劇     | 網路劇《閨密的日常》                             |
| 戲劇     | 網路劇《經紀人嫑嫑》                             |
| 戲劇     | 網路劇《空姐忙什麼》                             |
| 戲劇     | 網路劇《我的牙想你》                             |
| 廣告     | 台灣大哥大真4G第一季廣告                         |
| 配音     | 樂事洋芋片廣告－椒香辛辣、清檸享清新、起司超濃郁 |
| 配音     | 電影《練愛ING》魯蛇生態篇預告                    |
| 配音     | 電影《當他們認真編織時》10秒廣告                 |
| 配音     | 電影《最酷的一天》電視廣告                       |

## 外部連結
楊達敬 Gordon Yang的Facebook粉絲專頁 （页面存档备份，存于）
楊達敬在網際網路電影資料庫（IMDb）上的資料 （页面存档备份，存于）
楊達敬的新浪微博 （页面存档备份，存于）
https://www.youtube.com/@gordon8844/videos （页面存档备份，存于）